# Ден Секстон
Ден Секстон (англ. Dan Sexton; нар. 29 квітня 1987, Епл-Веллі) — американський хокеїст, що грав на позиції крайнього нападника. Грав за збірну команду США.

## Ігрова кар'єра
Хокейну кар'єру розпочав 2005 року виступами за команду «Вічита-Фоллс Вайлдкетс». Згодом два сезони відіграв за Університет Боулінг-Грін.
7 квітня 2009 року Ден уклав контракт з клубом НХЛ «Анагайм Дакс». 4 грудня 2009 року провів першу гру в НХЛ проти клубу «Міннесота Вайлд». 8 грудня Секстон відзначився двома голами в переможній грі 4–3 проти «Даллас Старс».
11 липня 2011 року Секстон підписав дворічний контракт з «Анагайм Дакс». 11 березня 2013 року, Дена обміняли на гравця клубу «Тампа-Бей Лайтнінг».
На правах вільного агента Секстон перейшов до фінської команди ТПС у сезоні 2013–14, а згодом до російського «Нафтохіміка» за який відіграв наступні п'ять сезонів.
2 травня 2018 року американець, як вільний агент перейшов до «Автомобіліста».
17 травня 2021 року Ден повернувся на один сезон до «Нафтохіміка». 4 березня 2022 року американець покинув команду через повномасштабне російське вторгнення в Україну.
27 липня 2022 року як вільний агент Секстон підписав дворічну угоду з шведським клубом «Векше Лейкерс». 18 травня 2023 року оголосив про завершення кар’єри хокеїста.
Загалом провів 89 матчів у НХЛ, включаючи 1 гру плей-оф Кубка Стенлі.

## На рівні збірних
Виступав за збірну США, на головних турнірах світового хокею провів 7 ігор в її складі. Бронзовий призер чемпіонату світу 2015 року.

## Статистика

### Клубні виступи
| Сезон        | Клуб                     | Ліга         | Регулярний сезон | Регулярний сезон | Регулярний сезон | Регулярний сезон | Регулярний сезон | Плей-оф | Плей-оф | Плей-оф | Плей-оф | Плей-оф |
| Сезон        | Клуб                     | Ліга         | І                | Г                | П                | О                | ШХ               | І       | Г       | П       | О       | ШХ      |
| ------------ | ------------------------ | ------------ | ---------------- | ---------------- | ---------------- | ---------------- | ---------------- | ------- | ------- | ------- | ------- | ------- |
| 2005–06      | «Вічита-Фоллс Вайлдкетс» | ПАХЛ         | 58               | 22               | 37               | 59               | 16               | —       | —       | —       | —       | —       |
| 2006–07      | «Су-Фоллс Стампід»       | ХЛСШ         | 58               | 14               | 10               | 24               | 20               | 8       | 8       | 1       | 9       | 0       |
| 2007–08      | Університет Боулінг-Грін | НКАА         | 38               | 7                | 14               | 21               | 42               | —       | —       | —       | —       | —       |
| 2008–09      | Університет Боулінг-Грін | НКАА         | 38               | 17               | 22               | 39               | 20               | —       | —       | —       | —       | —       |
| 2009–10      | «Бейкерсфілд Кондорс»    | ХЛСУ         | 18               | 13               | 13               | 26               | 14               | —       | —       | —       | —       | —       |
| 2009–10      | «Манітоба Мус»           | АХЛ          | 13               | 5                | 7                | 12               | 2                | 6       | 2       | 3       | 5       | 2       |
| 2009–10      | «Анагайм Дакс»           | НХЛ          | 41               | 9                | 10               | 19               | 16               | —       | —       | —       | —       | —       |
| 2010–11      | «Анагайм Дакс»           | НХЛ          | 47               | 4                | 9                | 13               | 4                | 1       | 0       | 0       | 0       | 2       |
| 2010–11      | «Сірак'юс Кранч»         | АХЛ          | 17               | 9                | 8                | 17               | 4                | —       | —       | —       | —       | —       |
| 2011–12      | «Сірак'юс Кранч»         | АХЛ          | 71               | 13               | 30               | 43               | 22               | 4       | 1       | 2       | 3       | 0       |
| 2012–13      | «Норфолк Адміралс»       | АХЛ          | 27               | 5                | 11               | 16               | 6                | —       | —       | —       | —       | —       |
| 2012–13      | «Сірак'юс Кранч»         | АХЛ          | 16               | 4                | 8                | 12               | 8                | 18      | 6       | 6       | 12      | 6       |
| 2013–14      | ТПС                      | СМ-Л         | 39               | 16               | 21               | 37               | 16               | —       | —       | —       | —       | —       |
| 2013–14      | «Нафтохімік»             | КХЛ          | 10               | 2                | 2                | 4                | 2                | —       | —       | —       | —       | —       |
| 2014–15      | «Нафтохімік»             | КХЛ          | 49               | 19               | 28               | 47               | 12               | —       | —       | —       | —       | —       |
| 2015–16      | «Нафтохімік»             | КХЛ          | 33               | 7                | 15               | 22               | 2                | 4       | 0       | 0       | 0       | 0       |
| 2016–17      | «Нафтохімік»             | КХЛ          | 51               | 13               | 37               | 50               | 16               | —       | —       | —       | —       | —       |
| 2017–18      | «Нафтохімік»             | КХЛ          | 52               | 12               | 35               | 47               | 43               | 2       | 0       | 0       | 0       | 0       |
| 2018–19      | «Автомобіліст»           | КХЛ          | 61               | 25               | 28               | 53               | 6                | 9       | 2       | 6       | 8       | 2       |
| 2019–20      | «Автомобіліст»           | КХЛ          | 55               | 15               | 19               | 34               | 8                | 5       | 1       | 1       | 2       | 8       |
| 2020–21      | «Автомобіліст»           | КХЛ          | 41               | 7                | 18               | 25               | 10               | —       | —       | —       | —       | —       |
| 2021–22      | «Нафтохімік»             | КХЛ          | 46               | 7                | 17               | 24               | 10               | 2       | 0       | 1       | 1       | 0       |
| 2022–23      | «Векше Лейкерс»          | ШХЛ          | 44               | 8                | 16               | 24               | 10               | 13      | 3       | 5       | 8       | 2       |
| Усього в НХЛ | Усього в НХЛ             | Усього в НХЛ | 88               | 13               | 19               | 32               | 20               | 1       | 0       | 0       | 0       | 2       |
| Усього в КХЛ | Усього в КХЛ             | Усього в КХЛ | 398              | 107              | 199              | 306              | 109              | 22      | 3       | 8       | 11      | 10      |

### Збірна
| Рік                | Команда            | Турнір             | Місце              | І | Г | П | О | ШХ |
| ------------------ | ------------------ | ------------------ | ------------------ | - | - | - | - | -- |
| 2015               | США                | ЧС                 | 3                  | 7 | 1 | 1 | 2 | 0  |
| Національна збірна | Національна збірна | Національна збірна | Національна збірна | 7 | 1 | 1 | 2 | 0  |